# 2005年亲民党搭桥之旅
2005年親民黨搭橋之旅，指首任台湾省省长、親民黨主席宋楚瑜应中共中央总书记、国家主席胡锦涛的邀请于2005年5月5日至5月13日间访问中国大陆。这是继2005年中國國民黨和平之旅后，台湾重要的在野黨又一次的大陸之行，受到海内外各界的关注。
根据事先两党之间通过会晤的安排，此次亲民党派出有50多人的庞大访问团，访问西安、南京、上海、长沙、北京等5座城市，並于12日与胡锦涛举行了会谈。
另外，5月1日中华民国总统陈水扁称已经和宋楚瑜通过电话，並希望宋楚瑜“替他传达口信”，随后亲民党出面否认会担当“传声筒”的角色，但此次宋楚瑜出访中国大陆始終带有一定的“準官方”的色彩，因此被台灣称为“搭桥之旅”。
在和胡锦涛会面以后，双方提出了两岸一中的主张。据报道，此行宋楚瑜和胡锦涛商讨有关台湾政治定位以及两岸三通等敏感问题。
宋楚瑜成为1949年后第一位踏上中国大陆的台湾省省长，也是唯一一位會見中国大陆最高领导人的台湾省省长。

## 经过

### 行前记者会
5月4日下午，宋楚瑜举行访问中国大陆前的记者会，再次表达不会做“总统特使”的信息，並同时声明坚持“九二共识”的立场。

### 出发
从台北机场出发，没有大规模的抗议活动。国民党副主席马英九前来送行，在机场发表简短讲话。

### 西安
此次宋楚瑜将西安选为大陸之行的第一站有其深刻的含义。因为西安不仅是其夫人陈万水女士的故乡，其所在的陕西省也是中华民族的共同祖先黄帝的陵寝所在地。首先访问西安更加体现了宋楚瑜和亲民党在“统独”问题上的立场。
5月5日下午3点半，访问团乘坐中国南方航空公司的包机抵达西安咸阳机场。宋楚瑜在机场发表了一个10分钟左右的演讲。在讲演中，明确了反对台独，坚持宪法一中，澄清了身份为亲民党主席，而非政府特使，将这次访问定位为搭桥之旅，“寻血缘之根，搭未来之桥”。推出了“三解三共”的理念，即了解、谅解、和解和共识、共生、共荣。还在三通之外提出了第四通，即心灵相通。
- 5月6日上午10时许，亲民党中国大陆访问团到达了位于西安以北100多公里的轩辕黄帝陵，开始拜谒活动。据报道，在此次拜谒过程当中，黄帝陵管理方面不会禁止游客入陵，但为了“保证拜谒活动安全有序的进行”，将会限制进场人数。
- 在朗读“祭黄帝文”时，宋楚瑜在一开始陈述时间时用到了“公元2005年，中华民国（但漏講了"94年"這幾個字）5月6日”的表述。有人认为这个破天荒的举动极有可能标志着大陆对台政策的又一重大转变。（但在此之後，中国大陆停止了对宋楚瑜访问中国大陆有关活动的电视直播，改以录播。且相關報導明顯降溫。）
- 在参观完黄帝陵人文初祖大殿后，宋楚瑜再次发表了一个简短感言。在演讲中，宋提到“去北京前，向共同的祖先——黄帝来认祖归宗，我们也要到中山陵向中华民国的国父来说明我们是中华民国的子民”，中国大陆多家电子媒体予以全文刊发。（新浪网“宋楚瑜在黄帝陵发表讲话（全文）”报道（页面存档备份，存于））

### 南京

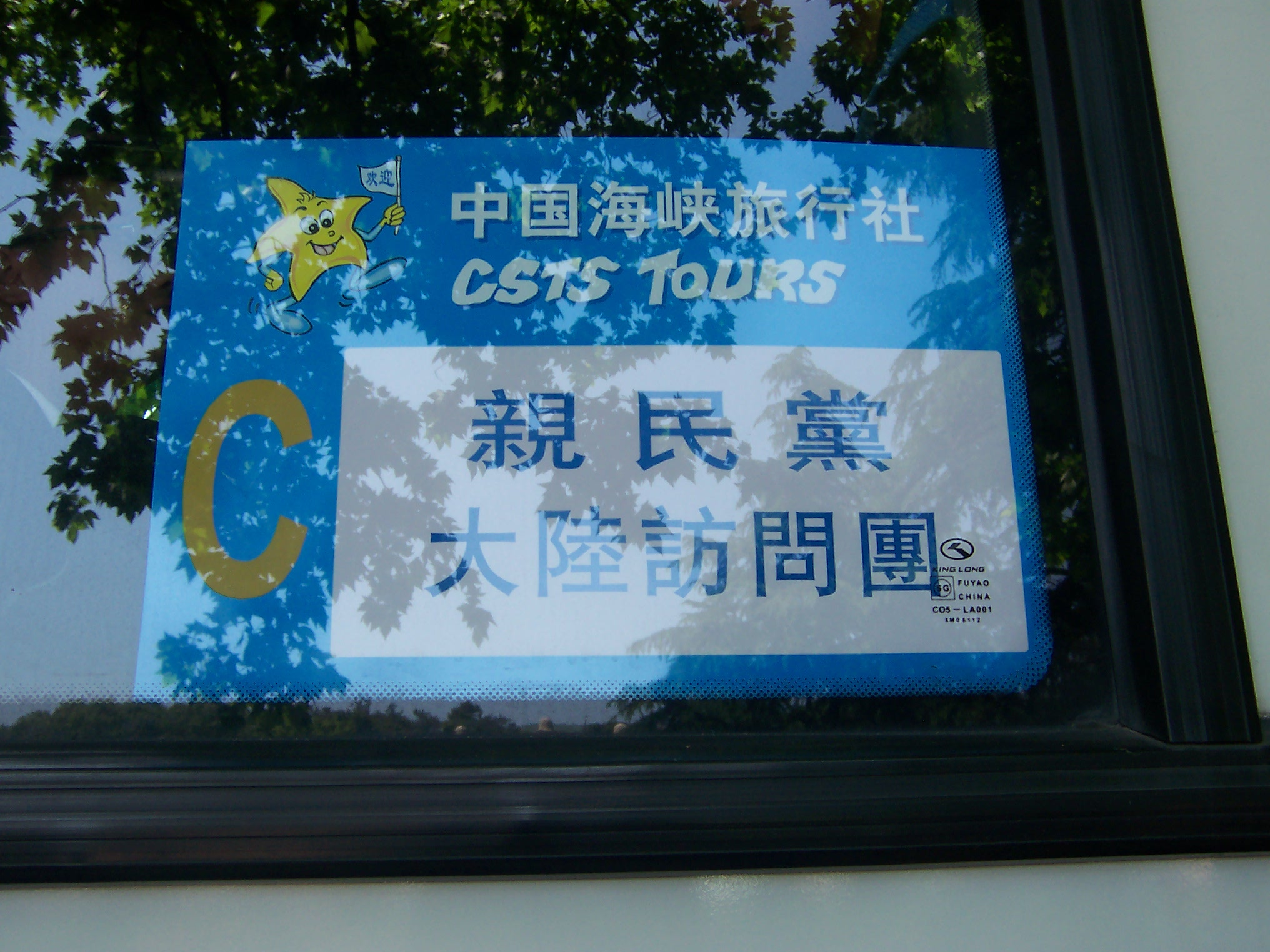
亲民党大陆访问团在南京乘坐的旅游车标签（2005年5月7日10:30左右摄于南京中山陵）

6日晚8时左右宋楚瑜抵达南京禄口国际机场。在夫子庙状元楼饭店用晚餐后下榻于新街口金陵饭店。次日上午宋楚瑜一行前往中山陵拜谒并发表了讲话。

### 上海
5月7日晚抵达上海，陈良宇请宋楚瑜一行乘游轮观赏外滩夜景。
5月8日上午会见汪道涵。中午，宋楚瑜在上海与中国大陆各地台商代表进行座谈并发表演讲。

### 长沙、湘潭
5月8日下午5时30分，親民黨访问团到达长沙黄花机场。中共湖南省委书记杨正午在华天大酒店设宴接待。晚上在长沙世界之窗观看激光焰火晚会。
5月9日上午，宋楚瑜回湘潭老家射埠镇巨鱼村扫墓祭祖。中午与中共湘潭市委官员一起午宴后，下午前往母校湘潭市曙光小学参观。晚上返回长沙并出席中共长沙市委的晚宴。
5月10日，宋楚瑜上午在长沙参观了嶽麓书院和湖南省博物馆，下午乘机赴此次大陆之行的最后一站北京。

### 北京
5月10日下午，宋楚瑜抵达北京首都国际机场，这是宋楚瑜首次来到北京。傍晚6点左右，中共北京市委书记刘淇在北京饭店接待宋楚瑜一行。晚上，宋楚瑜下榻钓鱼台国宾馆。
5月11日上午9点半，宋楚瑜在清华大学中央主楼大礼堂发表演讲。下午，宋楚瑜会见中共中央政治局常委、中共中央书记处书记曾庆红。
5月12日上午，宋楚瑜一行参观了恭王府花园，并乘坐三轮车在后海“胡同游”。下午，中国共产党总书记胡锦涛与宋楚瑜举行会谈。会谈后发表公报，促进在“九二共识”基础上，尽快恢复两岸平等谈判。

## 內幕
2020年3月16日，前親民黨立法委員殷乃平披露，搭橋之旅真正背景是原本宋楚瑜在其子宋鎮遠美國加州住處散心，當時美國總統小布什想在歷史留名而指派負責台灣問題的官員去找宋楚瑜，希望宋楚瑜擔任和平大使訪問中國大陸，目的是要促成兩岸和平協議。當時宋楚瑜反問陳水扁的態度，美國向宋楚瑜保證「負責擺平」，不久宋楚瑜返回台灣，陳水扁於台北賓館安排“扁宋會”並送給宋楚瑜“真誠”二字，於是宋楚瑜宣布訪問中國大陸，親民黨組中國大陸訪問團時他也受邀參與。搭橋之旅一開始在西安、南京、上海都沒問題，到了長沙宋楚瑜老家時美國人發現「不對勁了」，因為台灣各大報紙每天三大版詳細報導搭橋之旅，台灣民眾充滿期待；美國擔心重演柏林圍牆的狀況「兩岸和平協議還沒簽，台灣一夜之間就全倒向大陸」，於是火速要陳水扁叫停。殷乃平說，親民黨中國大陸訪問團看到陳水扁在電視上公開批評搭橋之旅，全愣住了，深夜打衛星電話了解狀況，才知道美國人變卦；當時團員遲疑“不談和平協議，還能談什麼”，有個團員手指著他、說“談經濟”。於是搭橋之旅到了北京，只談經濟和台籍學生在中國大陸就學等問題，然後回到台灣，整個行程虎頭蛇尾，宋楚瑜「被美國人玩掉了」。

## 相关链接
新浪网“2005年亲民党搭桥之旅”专题报道（页面存档备份，存于）
1. ↑  倪鴻祥. . 中評社. 2020-03-17  [2020-04-11]. （原始内容存档于2020-04-11）.